# Kanton Bellinzona

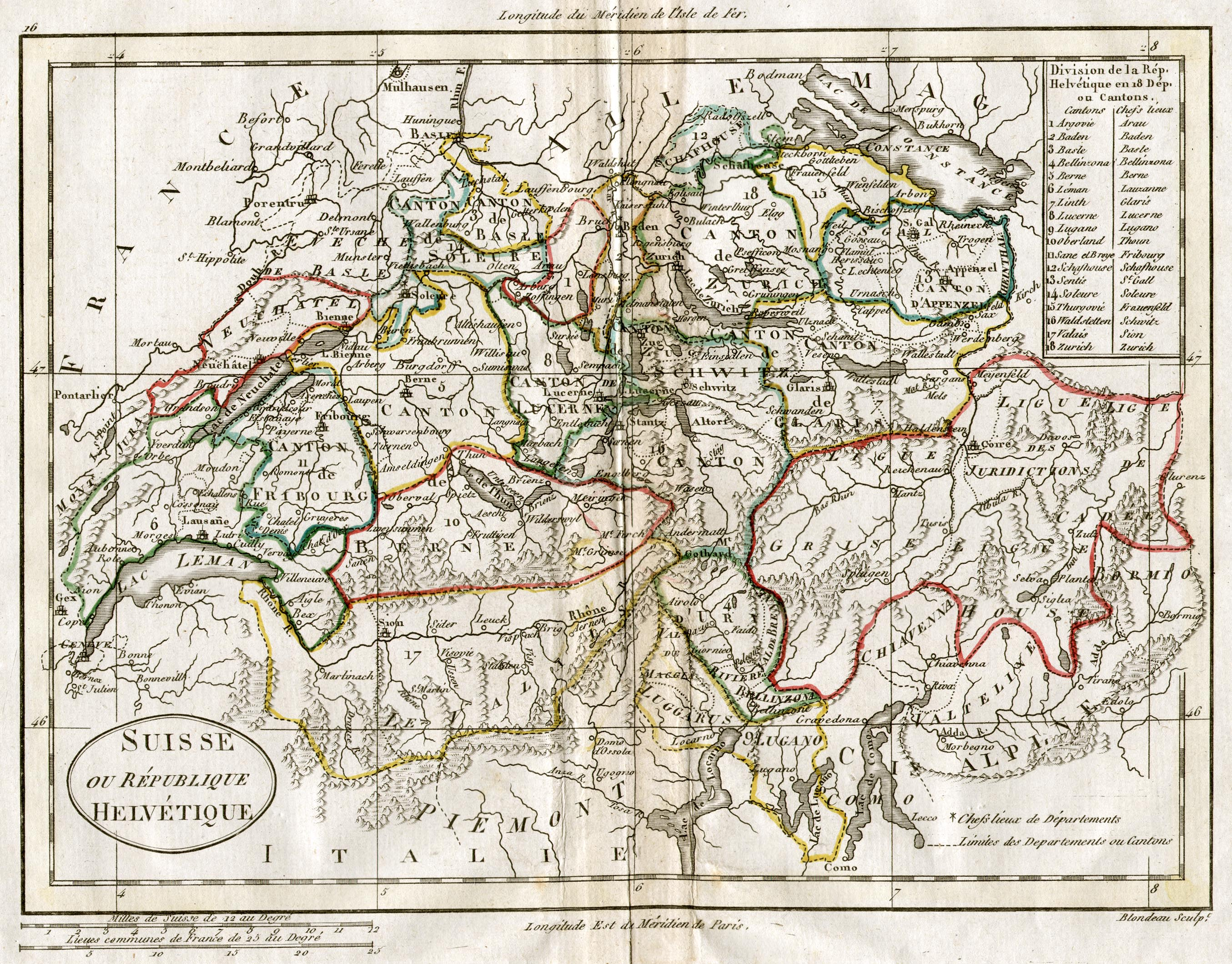
Zeitgenössische Karte der Helvetischen Republik und ihrer Kantone 1798

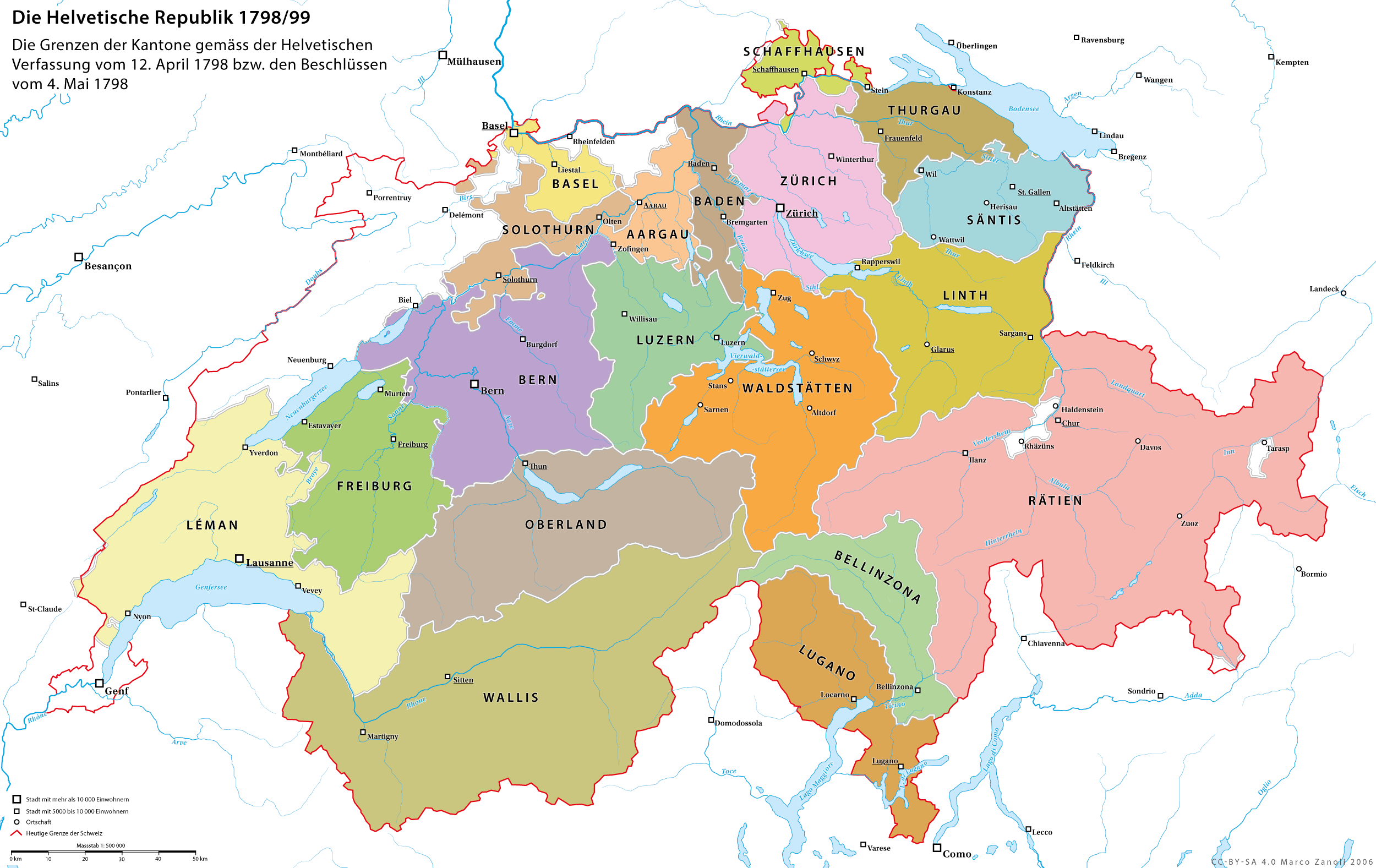
Übersichtskarte der Helvetischen Republik 1798

Der Kanton Bellinzona war ein Kanton der Helvetischen Republik. Er wurde 1798 gegründet, nachdem die Tessiner unter ihrer Losung «liberi e svizzeri» gegen einen Anschluss an die Cisalpinische Republik Napoléons und für den Verbleib bei der Eidgenossenschaft gekämpft hatten. Er umfasste die vier oberen ennetbirgischen Landvogteien, das Livinental, Bollenz, Riviera und Bellinzona.
Bereits nach fünf Jahren wurden mit der von Napoléon diktierten Mediationsakte im Jahre 1803 die Kantone Bellinzona und Lugano unter dem neuen Namen Kanton Ticino (Tessin) vereinigt.